# 埃米莉·加德姆
埃米莉·加德姆（英語：Emily Gaddum，1985年12月23日—），新西兰女子曲棍球运动员。她曾代表新西兰国家队参加2006年、2010年和2014年英联邦运动会曲棍球比赛，获得一枚银牌和一枚铜牌。